# Liste des circonscriptions électorales provinciales de la Saskatchewan
Cette liste des circonscriptions électorales provinciales de le la Saskatchewan recense les circonscriptions électorales provinciales actuelles et historiques de la Saskatchewan.

## Circonscriptions actuelles
| - Athabasca (1934) - Arm River (2016) - Batoche (2003) - Biggar-Sask Valley (2016) - Cannington (1995) - Canora-Pelly (1995) - Carrot River Valley (1995) - Cumberland (1975) - Cut Knife-Turtleford (2003) - Cypress Hills (1995) - Estevan (1975) - Humboldt-Watrous (2016) - Indian Head-Milestone (1995) - Kelvington-Wadena (1975) - Kindersley (1975) - Last Mountain-Touchwood (1975) | - Lloydminster (1995) - Lumsden-Morse (2016) - Martensville-Warman (2016) - Meadow Lake (1934) - Melfort (2003) - Melville-Saltcoats (2003) - Moose Jaw North (1995) - Moose Jaw Wakamow (1991) - Moosomin (1905) - Prince Albert Carlton (1991) - Prince Albert Northcote (1991) - Regina Coronation Park (1995) - Regina Douglas Park (2003) - Regina Elphinstone-Centre (2003) - Regina Gardiner Park (2016) | - Regina Lakeview (1995) - Regina Northeast (1995) - Regina Pasqua (2016) - Regina Rochdale (2016) - Regina Rosemont (2003) - Regina University (2016) - Regina Walsh Acres (2003) - Regina Wascana Plains (1991) - Rosetown-Elrose (2003) - Rosthern-Shellbrook (2003) - Saskatchewan Rivers (1995) - Saskatoon-Centre (2003) - Saskatoon Churchill-Wildwood (2016) - Saskatoon Eastview (1995) - Saskatoon Fairview (1982) | - Saskatoon Meewasin (1995) - Saskatoon Northwest (1995) - Saskatoon Nutana (1975) - Saskatoon Riversdale (1967) - Saskatoon Silverspring-Sutherland (2016) - Saskatoon Southeast (1991) - Saskatoon Stonebridge-Dakota (2016) - Saskatoon University (2016) - Saskatoon Westview (2016) - Saskatoon Willowgrove (2016) - Swift Current (1908) - The Battlefords (2003) - Weyburn-Big Muddy (1995) - Wood River (1995) - Yorkton (1905) |

## Circonscriptions historiques
| - Arm River (1908–2003) - Arm River-Watrous (2003-2016) - Assiniboia-Bengough (1971–1975) - Assiniboia-Gravelbourg (1975–1995) - Athabasca (1908–1917) - Batoche (1905–1908) - Battleford (1905–1917) - Battleford-Cut Knife (1995–2003) - Bengough (1917–1971) - Bengough-Milestone (1975–1995) - Biggar (1912–1995) - Biggar (2003-2016) - Bromhead (1934–1938) - Cannington (1905–1975) - Canora (1908–1934) - Canora (1938–1995) - Cumberland (1912–1934) - Cumberland (1938–1964) - Cut Knife (1917–1964) - Cut Knife-Lloydminster (1964–1995) - Cypress (1917–1934) - Duck Lake (1908–1912) - Eagle Creek (1912–1917) - Elrose (1917–1975) - Estevan (1908–1934) - Francis (1908–1938) - Gravelbourg (1921–1975) - Grenfell (1905–1908) - Gull Lake (1912–1917) - Gull Lake (1934–1952) - Hanley (1908–1975) - Happyland (1917–1934) - Humboldt (1905-2016) - Île-à-la-Crosse (1917–1934) - Indian Head-Wolseley (1975–1995) - Jack Fish Lake (1917–1934) - Kelsey (1952–1971) - Kelsey-Tisdale (1975–1995) - Kelvington (1934–1975) - Kerrobert (1912–1938) - Kerrobert-Kindersley (1938–1975) - Kindersley (1912–1938) - Kinistino (1905–1971) - Kinistino (1975–1995) - Last Mountain (1908–1975) - Lloydminster (1908–1934) - Lumsden (1905–1908) | - Lumsden (1912–1975) - Maple Creek (1905–1995) - Martensville (2003-2016) - Melfort (1912–1952) - Melfort (1975–1995) - Melfort-Kinistino (1971–1975) - Melfort-Tisdale (1952–1971) - Melfort-Tisdale (1995–2003) - Melville (1934–2003) - Milestone (1905–1975) - Moose Jaw (1905–1908) - Moose Jaw City (1905–1967) - Moose Jaw County (1908–1938) - Moose Jaw North (1967–1991) - Moose Jaw Palliser (1991–1995) - Moose Jaw South (1967–1991) - Moose Mountain (1908–1921) - Morse (1912–1995) - Nipawin (1952–1995) - North Battleford (1908–1917) - North Battleford (1995–2003) - North Qu'Appelle (1905–1934) - Notukeu (1917–1938) - Notukeu-Willow Bunch (1938–1975) - Pelly (1908–1995) - Pheasant Hills (1908–1938) - Pinto Creek (1912–1917) - Pipestone (1908–1934) - Prince Albert (1905–1908) - Prince Albert (1917–1967) - Prince Albert (1975–1991) - Prince Albert City (1905–1917) - Prince Albert County (1908–1912) - Prince Albert-Duck Lake (1975–1991) - Prince Albert East (1971–1975) - Prince Albert East-Cumberland (1967–1971) - Prince Albert West (1967–1975) - Qu'Appelle (1975–1982) - Qu'Appelle-Lumsden (1982–1995) - Qu'Appelle-Wolseley (1934–1975) - Quill Lakes (1975–1995) - Quill Plains (1912–1917) - Redberry (1905–1934) - Redberry (1938–1995) - Redberry Lake (1995–2003) - Regina Albert North (1991–1995) | - Regina Albert Park (1971–1975) - Regina Albert South (1991–1995) - Regina Centre (1967–1991) - Regina Centre (1995–2003) - Regina Dewdney (1991-2016) - Regina Churchill Downs (1991–1995) - Regina City (1905–1964) - Regina County (1908–1912) - Regina East (1964–1967) - Regina Elphinstone (1975–2003) - Regina Hillsdale (1991–1995) - Regina Lake Centre (1991–1995) - Regina Lakeview (1971–1991) - Regina North (1964–1967) - Regina North (1982–1991) - Regina North East (1967–1991) - Regina North West (1967–1995) - Regina Qu'Appelle Valley (1995-2016) - Regina Rosemont (1975–1995) - Regina Sherwood (1995–2003) - Regina South (1964–1971) - Regina South (1975–1991) - Regina South (1995-2016) - Regina South East (1967–1971) - Regina South West (1967–1971) - Regina Victoria (1975–2003) - Regina Wascana (1971–1991) - Regina West (1964–1967) - Regina Whitmore Park (1971–1975) - Rosetown (1912–1975) - Rosetown-Biggar (1995–2003) - Rosetown-Elrose (1975–1995) - Rosthern (1905–2003) - Saltcoats (1905–1934) - Saltcoats (1938–2003) - Saskatoon (1905–1908) - Saskatoon Broadway (1991–1995) - Saskatoon Buena Vista (1975–1982) - Saskatoon Centre (1975–1991) - Saskatoon City (1908–1967) - Saskatoon City Park (1971–1975) - Saskatoon City Park-University (1967–1971) - Saskatoon County (1908–1934) - Saskatoon Eastview (1975–1991) - Saskatoon Eastview-Haultain (1991–1995) - Saskatoon Idylwyld (1991–2003) | - Saskatoon Greystone (1991-2016) - Saskatoon Massey Place (2003-2016) - Saskatoon Mayfair (1967–1991) - Saskatoon Mount Royal (1995–2003) - Saskatoon Nutana Centre (1967–1975) - Saskatoon Nutana South (1967–1975) - Saskatoon River Heights (1991–1995) - Saskatoon Silver Spring (2003-2016) - Saskatoon South (1982–1991) - Saskatoon Sutherland (1975–1991) - Saskatoon Sutherland (1995-2016) - Saskatoon Sutherland-University (1991–1995) - Saskatoon University (1971–1975) - Saskatoon University (1982–1991) - Saskatoon Westmount (1975–1995) - Saskatoon Wildwood (1991–1995) - Shaunavon (1934–1938) - Shaunavon (1952–1995) - Shellbrook (1912–1982) - Shellbrook-Spiritwood (1995–2003) - Shellbrook-Torch River (1982–1995) - Souris (1905–1934) - Souris-Cannington (1975–1995) - Souris-Estevan (1934–1975) - South Qu'Appelle (1905–1934) - South Regina (1905–1908) - The Battlefords (1917–1995) - Thunder Creek (1912–1938) - Thunder Creek (1975–2016) - Tisdale (1917–1952) - Tisdale-Kelsey (1971–1975) - Torch River (1938–1952) - Touchwood (1908–1975) - Tramping Lake (1912–1917) - Turtleford (1917–1995) - Vonda (1908–1934) - Wadena (1908–1975) - Watrous (1934–1975) - Watrous (1995–2003) - Weyburn (1908–1995) - Whitewood (1905–1908) - Wilkie (1917–1995) - Willow Bunch (1912–1938) - Wolseley (1905–1908) - Wolseley (1921–1934) - Wynyard (1917–1934) |

### Militaires en service actif
- Militaires en service actif (1917–1921)
  - France et Belgique
  - Grande-Bretagne
- Militaires en service actif (1944–1948)
  - Territoire No. 1 (Grande-Bretagne)
  - Territoire No. 2 (Pays limitrophes de la mer Méditerranée)
  - Territoire No. 3 (En dehors du Canada ou stationné à Terre-Neuve)